# Colombièrs (Erau)
Colombièrs (en francès Colombiers) és un municipi occità del Llenguadoc situat al departament de l'Erau, a la regió d'Occitània.